# Provincias de China
Las divisiones administrativas de nivel provincial (en chino simplificado, 省级行政区) o de primer nivel (en chino simplificado, 级行政区) son la principal subdivisión administrativa del territorio de China. De forma oficial, el gobierno de la República Popular China reconoce 34 divisiones a este nivel, aunque solo 23 de ellas tienen el título de provincias (en chino, 省; pinyin, shěng) siendo el resto 5 regiones autónomas, 4 municipalidades y 2 regiones administrativas especiales. No obstante, a efectos prácticos cabe sustraer a este número la llamada Provincia de Taiwán que funciona como si fuera un país independiente denominado oficialmente República de China y comúnmente «Taiwán»; véase estatus político de Taiwán. Por lo tanto, sin contar Taiwán ni las Regiones Especiales de Hong Kong y Macao, China cuenta con 31 divisiones provinciales de jurisdicción directa (la llamada China continental).
Las provincias dependen teóricamente del gobierno central, aunque en la práctica los políticos provinciales tienen bastante potestad respecto a la política económica. Comparado con otros países, como Estados Unidos, el poder del gobierno central no era (excepto las fuerzas armadas) ejercido a través de un conjunto de instituciones paralelas hasta los años 1990. Algunos economistas consideran que el poder real de las provincias forma un federalismo al estilo chino.
Durante el gobierno de la República de China llegó a haber hasta 35 provincias con la conversión de los espacios étnicos autónomos en provincias integradas plenamente en el gobierno nacional. 
La mayoría de unas provincias de China, excepto las del Noreste, tienen límites establecidos durante las dinastías Yuan, Ming o Qing. A menudo los bordes provinciales difieren sustancialmente de los bordes de las áreas culturales o geográficas, debido a la técnica descrita como "separación de dientes de perro" (en chino, 犬牙交错; pinyin, quǎnyájiāocuò) desarrollada por el gobierno imperial para evitar el feudalismo y separatismo de acuerdo a la idea de divide y vencerás. Aun así han llegado a jugar un importante papel cultural, la gente tiende a identificarse ligeramente con la suya de nacimiento y cada una ha desarrollado un estereotipo correspondiente a sus habitantes.
Los cambios administrativos más recientes han sido la elevación de Hainan (1988) y Chongqing (1997) al nivel provincial (como provincia y como municipalidad, respectivamente), así como la incorporación a este nivel de Hong Kong (1997) y Macao (1999), como Regiones Administrativas Especiales.

## Historia
| Evolución de las subdivisiones de China |      |      |      |      |      |        |
| 1820                                    | 1911 | 1936 | 1946 | 1949 | 1950 |        |
| 1952                                    | 1954 | 1955 | 1966 | 1968 | 1979 | Actual |

La primera configuración provincial de China proviene de la dinastía Yuan. Inicialmente había diez provincias que durante la dinastía Qing se ampliaron a dieciocho. El territorio que este núcleo chino ocupó a menudo sigue siendo llamado la China de las 18 provincias, que son:
| - Anhui - Fujian - Gansu - Guangdong - Guangxi - Guizhou - Henan - Hubei - Hunan | - Jiangsu - Jiangxi - Shaanxi - Shandong - Shanxi - Sichuan - Yunnan - Zhejiang - Zhili |

Cada provincia tenía un xunfu (巡撫), inspector imperial en la dinastía Ming o gobernador a cargo de asuntos políticos y militares en la dinastía Qing, además de un  tidu (提督), un comandante militar. También había un zongdu (總督), un inspector militar para cada dos o tres provincias.
Las regiones que no formaban parte de las 18 provincias eran Manchuria (formada por Fengtian (actual Liaoning), Jilin y Heilongjiang), Xinjiang y Mongolia que eran supervisadas por líderes militares (generales (將軍) y  vice-dutong (副都統)) y líderes civiles que en Mongolia encabezaban las ligas (盟長). Tíbet era supervisado administrativamente por los ambanes (驻藏大臣).
En 1878, Xinjiang pasó a ser provincia y en 1909 Fengtian, Jilin y  Heilongjiang también. Taiwán se convirtió en provincia en 1887, pero fue cedido a Japón en 1895. Así a finales de la dinastía Qing había 22 provincias en China.
La  República de China, establecida en 1912, configuró 4 provincias más en Mongolia Interior y 2 en el territorio histórico de Tíbet, 28 en total aunque 4 de ellas se perdieron con el estado títere japonés de Manchukuo en Manchuria. Tras la derrota de Japón en la Segunda Guerra Mundial, Manchuria se reincorporó como 10 provincias y el control de Taiwán fue asumido por el gobierno nacional de la República de China, lo que resultó en 35 provincias, que el gobierno de Taipéi sigue reclamando. Aunque el gobierno de la República Popular computa 23 provincias, en la práctica la Provincia de Taiwán está fuera de su control bajo el statu quo actual.

### Antiguas provincias

Divisiones administrativas del final de la República de China.
Comparación entre la división administrativa de la República de China y la República Popular China.

| Nombre    | Chino (t) | Chino (s) | Pinyin    | Nombre antiguo | Área km² | Capital         | Región   | Provincia actual                   |
| --------- | --------- | --------- | --------- | -------------- | -------- | --------------- | -------- | ---------------------------------- |
| Andong    | 安東      | 安东      | Āndōng    | Antung         | 62,279   | Tonghua         | Noreste  | Liaoning, Jilin                    |
| Chahar    | 察哈爾    | 察哈尔    | Cháhār    | Chahar         | 278,957  | Zhangjiakou     | Noreste  | Mongolia Interior, Hebei           |
| Hejiang   | 合江      | 合江      | Héjiāng   | Hokiang        | 135,406  | Jiamusi         | Noreste  | Heilongjiang                       |
| Liaobei   | 遼北      | 辽北      | Liáoběi   | Liaopeh        | 121,624  | Liaoyuan        | Noreste  | Liaoning, Jilin, Mongolia Interior |
| Nenjiang  | 嫩江      | 嫩江      | Nènjiāng  | Nunkiang       | 67,034   | Qiqihar         | Noreste  | Heilongjiang                       |
| Rehe      | 熱河      | 热河      | Rèhé      | Jehol          | 179,982  | Chengde         | Noreste  | Hebei, Liaoning, Mongolia Interior |
| Songjiang | 松江      | 松江      | Sōngjiāng | Sungkiang      | 84,559   | Mudanjiang      | Noreste  | Heilongjiang                       |
| Suiyuan   | 綏遠      | 绥远      | Suíyuǎn   | Suiyuan        | 329,397  | Guisui (Hohhot) | Noreste  | Mongolia Interior                  |
| Xikang    | 西康      | 西康      | Xīkāng    | Sikang         | 451,521  | Kangding        | Suroeste | Tíbet, Sichuan                     |
| Xing'an   | 興安      | 兴安      | Xīng'ān   | Hsingan        | 278,437  | Hailar          | Noreste  | Mongolia Interior                  |

Estas provincias fueron eliminadas en 1950 y convertidas en regiones autónomas para acomodarse a las particularidades étnicas. Hainan se separó de Guangdong en 1988 para convertirse en la vigésimo tercera provincia.

## Provincias
Las provincias son las principales subdivisiones administrativas del nivel provincial. A continuación figura un listado de todas las provincias junto con el nombre en sinogramas, el mapa que figura al comienzo del artículo a la derecha también corresponde a las provincias.
| Mapa interactivo, pinche en cualquier provincia para obtener más información. |

| n.º mapa | Nombre       | Chino (t) | Chino (s) | Pinyin       | Nombre antiguo | Abreviatura¹       | Área km² | Capital            | Capital (simp.) | PIB (Nominal) mill. $, 2008 | PIB (Nominal) $ per cápita | Región      | ISO   | División Admin. |
| -------- | ------------ | --------- | --------- | ------------ | -------------- | ------------------ | -------- | ------------------ | --------------- | --------------------------- | -------------------------- | ----------- | ----- | --------------- |
| 1        | Heilongjiang | 黑龍江    | 黑龙江    | Hēilóngjiāng | Heilungkiang   | 黑 hēi             | 454.000  | Harbin             | 哈尔滨          | 119.800                     | 3.131                      | Noreste     | CN-23 | Lista           |
| 2        | Jilin        | 吉林      | 吉林      | Jílín        | Kirin          | 吉 jí              | 187.400  | Changchun          | 长春            | 92.600                      | 3.388                      | Noreste     | CN-22 | Lista           |
| 3        | Liaoning     | 遼寧      | 辽宁      | Liáoníng     | Fengtien       | 辽 liáo            | 145.900  | Shenyang           | 沈阳            | 194.000                     | 4.506                      | Noreste     | CN-21 | Lista           |
| 4        | Qinghai      | 青海      | 青海      | Qīnghǎi      | Tsinghai       | 青 qīng            | 721.200  | Xining             | 西宁            | 13.900                      | 2.506                      | Noroeste    | CN-63 | Lista           |
| 5        | Gansu        | 甘肅      | 甘肃      | Gānsù        | Kansu          | 甘 gān or 陇 lǒng  | 454.300  | Lanzhou            | 兰州            | 44.700                      | 1.745                      | Noroeste    | CN-62 | Lista           |
| 6        | Shaanxi      | 陝西      | 陕西      | Shǎnxī       | Shensi         | 陕 shǎn or 秦 qín  | 205.600  | Xi'an              | 西安            | 98.700                      | 2.629                      | Noroeste    | CN-61 | Lista           |
| 7        | Shanxi       | 山西      | 山西      | Shānxī       | Shansi         | 晋 jìn             | 156.300  | Taiyuan            | 太原            | 100.000                     | 2.925                      | Norte       | CN-14 | Lista           |
| 8        | Hebei        | 河北      | 河北      | Héběi        | Hopeh          | 冀 jì              | 187.700  | Shijiazhuang       | 石家庄          | 233.084                     | 3.348                      | Norte       | CN-13 | Lista           |
| 9        | Sichuan      | 四川      | 四川      | Sìchuān      | Szechuan       | 川 chuān or 蜀 shǔ | 485.000  | Chengdu            | 成都            | 180.200                     | 2.216                      | Suroeste    | CN-51 | Lista           |
| 10       | Hubei        | 湖北      | 湖北      | Húběi        | Hupeh          | 鄂 è               | 185.900  | Wuhan              | 武汉            | 163.300                     | 2.865                      | Sur-Central | CN-42 | Lista           |
| 11       | Henan        | 河南      | 河南      | Hénán        | Honan          | 豫 yù              | 167.000  | Zhengzhou          | 郑州            | 265.035                     | 2.823                      | Sur-Central | CN-41 | Lista           |
| 12       | Shandong     | 山東      | 山东      | Shāndōng     | Shantung       | 鲁 lǔ              | 153.800  | Jinan              | 济南            | 447.375                     | 4.767                      | Este        | CN-37 | Lista           |
| 13       | Anhui        | 安徽      | 安徽      | Ānhuī        | Anhwei         | 皖 wǎn             | 139.700  | Hefei              | 合肥            | 139.400                     | 2.123                      | Este        | CN-34 | Lista           |
| 14       | Jiangsu      | 江蘇      | 江苏      | Jiāngsū      | Kiangsu        | 苏 sū              | 102.600  | Nankín             | 南京            | 436.441                     | 5.695                      | Este        | CN-32 | Lista           |
| 15       | Yunnan       | 雲南      | 云南      | Yúnnán       | Yunnan         | 滇 diān or 云 yún  | 394.000  | Kunming            | 昆明            | 82.200                      | 1.840                      | Suroeste    | CN-53 | Lista           |
| 16       | Guizhou      | 貴州      | 贵州      | Gùizhōu      | Kweichow       | 黔 qián or 贵 gùi  | 176.000  | Guiyang            | 贵阳            | 176.100                     | 1.293                      | Suroeste    | CN-52 | Lista           |
| 17       | Hunan        | 湖南      | 湖南      | Húnán        | Hunan          | 湘 xiāng           | 210.000  | Changsha           | 长沙            | 160.800                     | 2.823                      | Sur-Central | CN-43 | Lista           |
| 18       | Jiangxi      | 江西      | 江西      | Jiāngxī      | Kiangsi        | 赣 gàn             | 167.000  | Nanchang           | 南昌            | 436.441                     | 5.695                      | Este        | CN-36 | Lista           |
| 19       | Zhejiang     | 浙江      | 浙江      | Zhèjiāng     | Chekiang       | 浙 zhè             | 102.000  | Hangzhou           | 杭州            | 309.369                     | 6.082                      | Este        | CN-33 | Lista           |
| 20       | Hainan       | 海南      | 海南      | Hǎinán       | Hainan         | 琼 qióng           | 34.000   | Haikou             | 海口            | 13.100                      | 2.475                      | Sur-Central | CN-46 | Lista           |
| 21       | Guangdong    | 廣東      | 广东      | Guǎngdōng    | Kwangtung      | 粤 yuè             | 180.000  | Cantón (Guangzhou) | 广州            | 513.957                     | 5.416                      | Sur-Central | CN-44 | Lista           |
| 22       | Fujian       | 福建      | 福建      | Fújiàn       | Fukien         | 闽 mǐn             | 121.300  | Fuzhou             | 福州            | 156.000                     | 4.341                      | Este        | CN-35 | Lista           |
| Lista    |              |           |           |              |                |                    |          |                    |                 |                             |                            |             |       |                 |

Notas:
†: Desde su fundación en 1949, el gobierno de la República Popular de China considera Taiwán como una de sus provincias. A pesar de ello, nunca ha llegado a tener control sobre la isla, dado que el gobierno del Kuomintang es quien tomó posesión de ella y a día de hoy continua así.